# Биркеланд, Кристиан
Кристиан Олаф Бернхард Биркеланд (1867—1917) — норвежский физик, член Норвежской АН. Прославился как первый человек, который сумел объяснить суть явления полярного сияния. Выдвигался на награждение Нобелевской премией 13 раз.

## Исследования
Биркеланд организовывал несколько экспедиций в высокоширотные области Норвегии, где он установил сеть обсерваторий в районах полярного сияния для сбора данных о магнитном поле. Результаты норвежской полярной экспедиции, проведённой с 1899 до 1900 года, содержали первые результаты наземных измерений магнитного поля и глобальной структуры электрических токов в полярном регионе.
Чтобы получить деньги, необходимые для проведения исследований полярного сияния, Биркеланд придумал и разработал электромагнитный метод промышленного синтеза азотной кислоты из воздуха (процесс Биркеланда — Эйде). Вместе с инженером Самом Эйде Биркеланд создал первую установку, в которой атмосферный воздух под давлением прогонялся через электрическую дугу переменного тока напряжением 5000 В и мощностью 500 кВт, вращающуюся в постоянном магнитном поле, образуя плазменный диск диаметром 2 м. Образовавшийся в дуговом разряде оксид азота(II) NO окислялся кислородом воздуха до диоксида NO2 и затем растворялся в воде, образуя азотную кислоту. Установка вырабатывала 100 г азотной кислоты на киловатт-час затраченной энергии, что было коммерчески выгодно благодаря относительной дешевизне электроэнергии, вырабатываемой норвежскими гидроэлектростанциями.
Во время экспедиции в 1908 году предположил существование токов в верхних слоях атмосферы.

Биркеланд в 1916 году одним из первых предсказал существование солнечного ветра: 
С физической точки зрения наиболее вероятно, что солнечные лучи не являются ни положительными ни отрицательными, но и теми и другими вместе.
Другими словами, солнечный ветер состоит из отрицательных электронов и положительных ионов.

## Память
В честь Кристиана Биркеланда в 1970 г назван кратер на Луне.
Похоронен на Западном кладбище Осло.